# Општина Креведија Маре (Ђурђу)
Креведија Маре (рум. Crevedia Mare) општина је у Румунији у округу Ђурђу.
Oпштина се налази на надморској висини од 99 m.